# (13565) Yotakanashi
(13565) Yotakanashi est un astéroïde de la ceinture principale.

## Description
(13565) Yotakanashi est un astéroïde de la ceinture principale. Il fut découvert le 28 octobre 1992 à Kitami par Kin Endate et Kazuro Watanabe. Il présente une orbite caractérisée par un demi-grand axe de 3,12 UA, une excentricité de 0,10 et une inclinaison de 14,5° par rapport à l'écliptique.

## Compléments